# Parícutin
A Parícutin (Parangaricutirimiquaro) tűzhányó Mexikó területén, Michoacán államban.
Parícutin vagy eredeti nevén  Parangaricutirimiquaro a több mint 1200 kitörési központot koncentráló Michoacán-Guanajuato Vulkáni terület legfiatalabb vulkáni kúpja. A vulkáni terület a Balaton-felvidék vulkánosságához hasonlóan, döntően monogenetikus (egyszer működött) vulkáni központokkal jellemezhető. Leggyakrabban a vulkánosság enyhének számító, Stromboli-típusú robbanásos kitörésekkel kezdődik, amely során vulkáni salakból álló, kráterrel rendelkező felépítmény, un. salakkúp keletkezik. A robbanásos működést lávaöntő működés is követheti.

## Története
1943. február 20-án a Mexikói-felföldön található Paricutin falu határában keletkezett, egy Dionisio Pulido nevű farmer gabonaföldjén. A felszínen földrengéssel kísérve megjelenő hasadékból kezdetben füst és kéngőz szállt fel, a gázexhalációkat követően a felboltozódó repedésből még aznap este vulkáni bombák repültek ki villámlással kísérve. Másnapra, az egyre erősödő vulkanikus tevékenységeknek köszönhetően tíz méteres salakkúp jött létre, mely még aznap elérte az 50 méteres magasságot. A kezdeti robbanásos kitörések közepette 1943 őszén mellékkráter keletkezett, ezt követően, 1944-ben lávafolyások indultak meg a vulkánból, a láva túlnyomórészt a kúp lábánál keletkezett kis nyílásokból jutott a felszínre, nem pedig a kráterből. A vulkáni tevékenység 1949-ben egyre csökkent, egészen 1952-ig, amikor a kitörés véget ért.
A kilenc év alatt 2 milliárd m³ hamu és láva jutott a felszínre, a láva 25 km²-t borított be, és gyűrűszerűen vette körül a kúpot. Két falu, Parícutin és San Juan Parangaricutiro a kitörés során elpusztult. A tűzhányó tengerszintfeletti magassága 2774 méter, de magának a vulkáni kúpnak csupán 457 méter, de ez kilenc év és tizenkét nap alatt jött létre.

## Képek

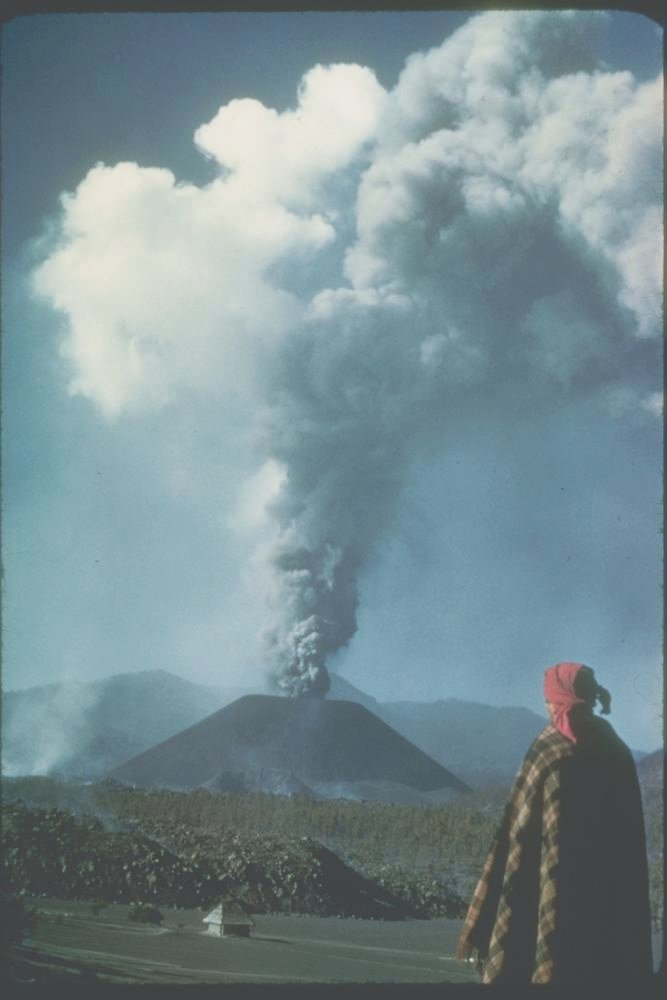
1943-as gázexhaláció
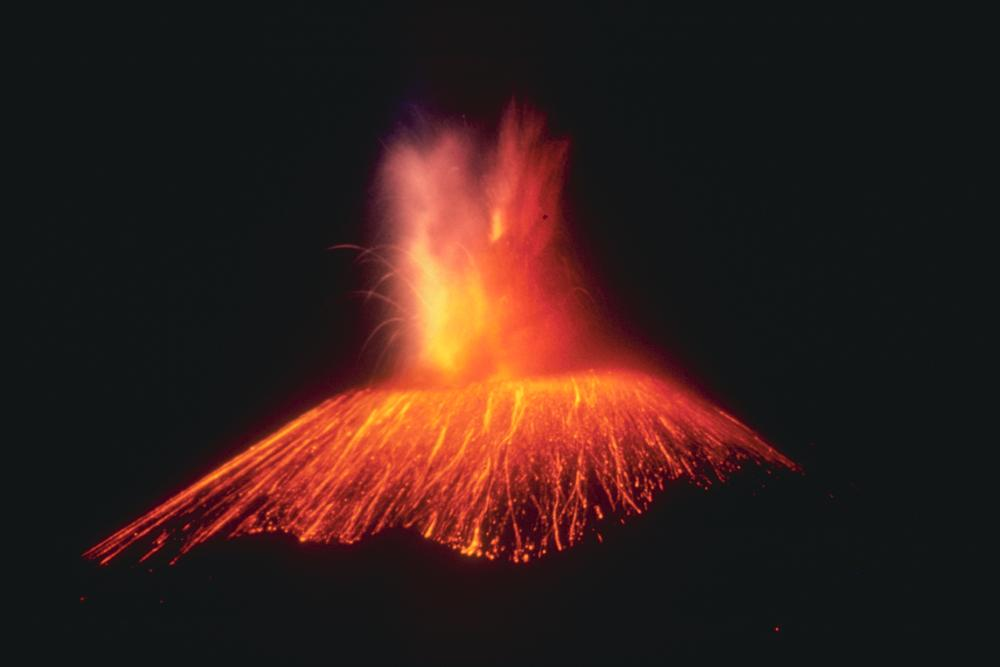
1943, lávafolyás
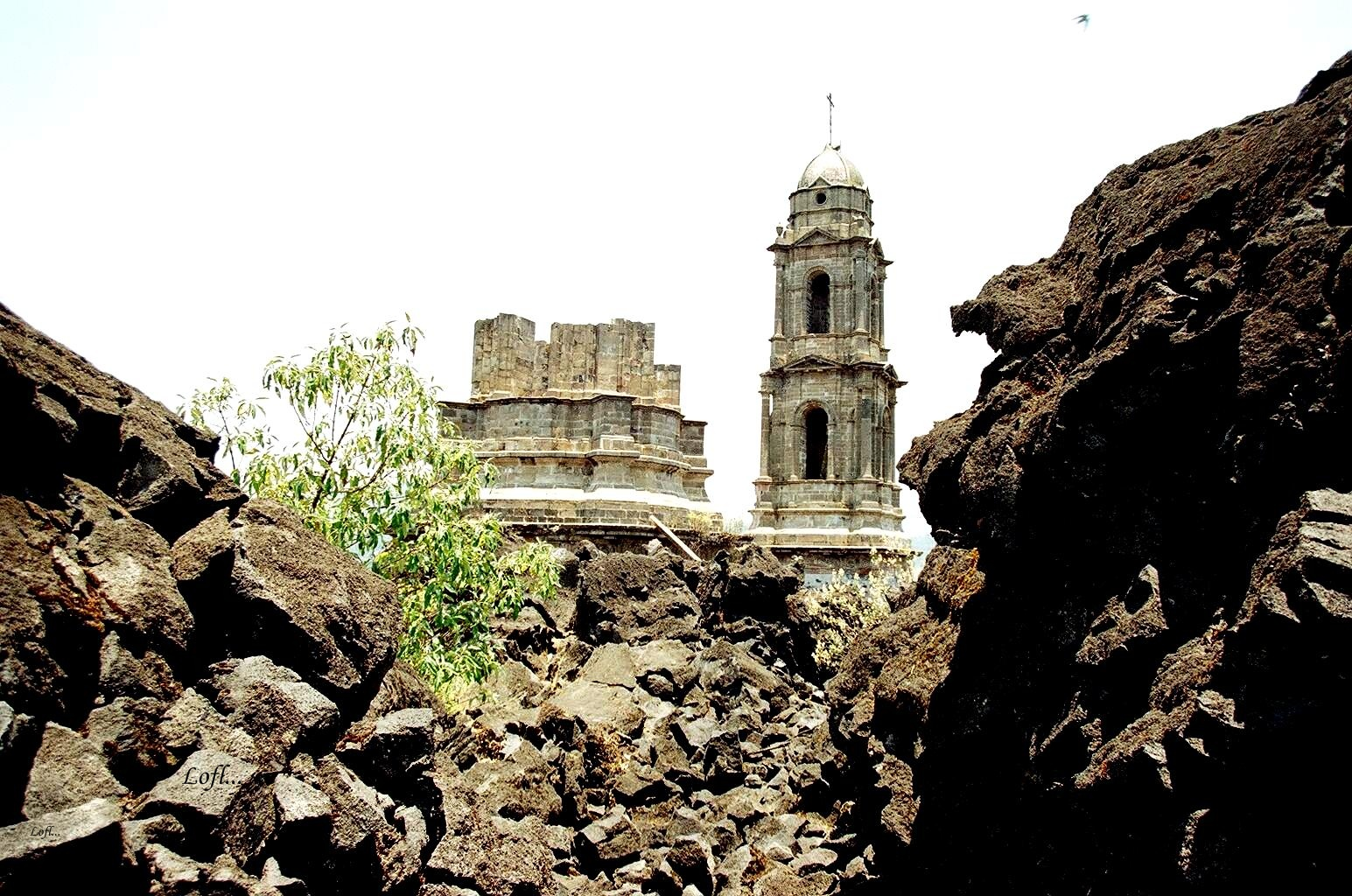
Ami megmaradt San Juan Parangaricutiro templomából
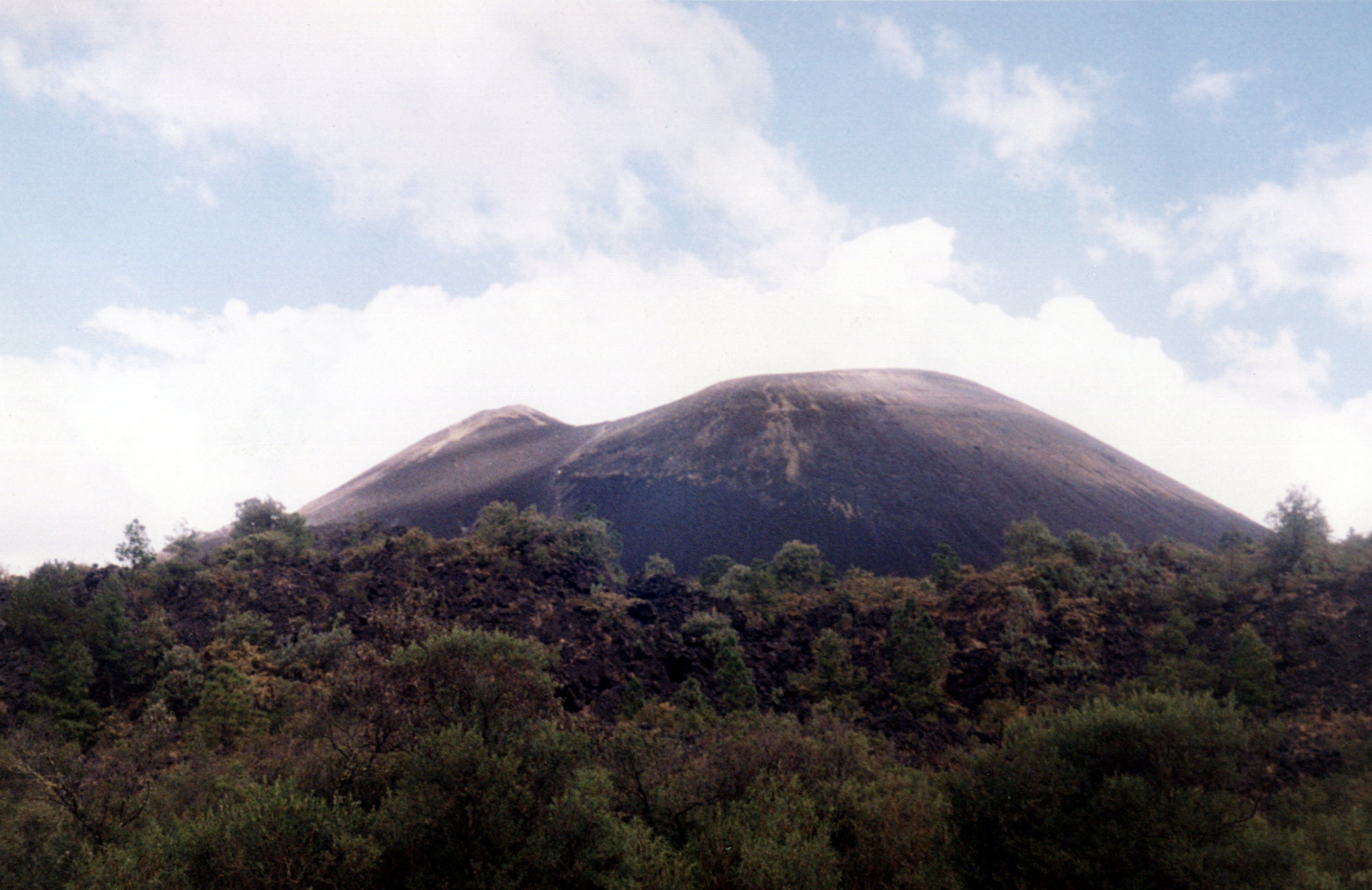
1994-ben